# Ėlektrougli
Ėlektrougli (anche traslitterata come Elektrougli) è una cittadina della Russia europea centrale (oblast' di Mosca), situata 36 km a est della capitale nella pianura della Meščëra; fino al 2018 era compresa amministrativamente nel distretto di Noginsk.
L'insediamento risale al 1935, costituito dall'unione dei quattro insediamenti preesistenti di Gorki (dove nel 1899 venne costruita una fabbrica chiamata Elektrougli), Kamenka, Safonovo, Bol'šoe Vasil'evo; lo status di città risale al 1956.

## Società

### Evoluzione demografica
Fonte: mojgorod.ru
- 1939: 8.500
- 1959: 14.000
- 1979: 19.400
- 1989: 18.600
- 2002: 16.717
- 2007: 20.500